# Воробьёв, Сергей Викторович
Сергей Викторович Воробьёв (род. 12 февраля 1962) — советский самбист, призёр чемпионата СССР, чемпионат Европы, мастер спорта СССР международного класса. Выступал во второй полусредней весовой категории (до 74 кг). Представлял спортклуб «Уралмаш» (Свердловск). Тренерами Воробьёва были Александр Козлов и Александр Фёдоров. Выпускник Свердловского инженерно-педагогического института. В 1994—1995 годах был руководителем общественного комитета по физкультуре и спорту при главе администрации Свердловской области. С 2018 года является президентом Федерации дзюдо Свердловской области. Вице-президент и член правления благотворительного фонда «Родина» и со-основатель спортивного клуба «Родина» (Екатеринбург). Кандидат педагогических наук.

## Спортивные результаты
- Чемпионат СССР по самбо 1986 года — ;